# Чхве Ин Хён
Чхве Ин Хён (кор. 최인현; род. 24 октября 1928, Чинджу, провинция Кёнсан-Намдо, Южная Корея) — южнокорейский кинорежиссёр. В 1977 году получил премию The Grand Bell Awards в номинации «Лучший режиссёр» за фильм «Concentration Of Attention» (ориг. 집념).

## Фильмография
- 1962 — «Walking in Tears» / 눈물어린 발자국
- 1963 — «Ssangeommu» / 쌍검무
- 1964 — «The Saja Castle» / 사자성
- 1964 — «Princess Dalgi» / 달기
- 1965 — «The Castle of Chastity» / 정조성
- 1965 — «Lee Seong-gye King Taejo» / 태조 이성계
- 1966 — «Bitter Daedong River» / 한많은 대동강
- 1966 — «A Story of a Nobleman» / 양반전
- 1966 — «Obokmun» / 오복문
- 1967 — «Two Wayfarers» / 두 나그네
- 1967 — «You and Me» / 너와 나
- 1967 — «A Heavenly Peach Flower» / 천도화
- 1967 — «History of the Three States» / 풍운삼국지
- 1967 — «A Virtuous Woman» / 칠부열녀
- 1967 — «The Hateful King» / 상감마마 미워요
- 1967 — «A Traveling King» / 나그네 임금
- 1967 — «Bachelor Governor» / 총각원님
- 1968 — «Sun-deok» / 순덕이
- 1968 — «The Sister's Diary» / 언니의 일기
- 1968 — «White Night» / 백야
- 1968 — «Born in May» / 오월생(5월생)
- 1968 — «Romance Mama» / 로맨스마마
- 1968 — «The King of a Rock Cave» / 암굴왕
- 1968 — «Sam-hyeon-yuk-gak» / 삼현육각
- 1968 — «Purple Ribbon» / 자주댕기
- 1968 — «The Wings of Lee Sang» / 이상의 날개
- 1968 — «Prince Yang-nyeong» / 방랑대군
- 1969 — «A Left-hander in Tokyo» / 동경의 왼손잡이
- 1969 — «Sun of Young Man» / 젊은이의 태양
- 1969 — «For Once in Lifetime» / 내 생애에 단한번
- 1969 — «The Three Female Swordsmen» / 삼인의 여검객(3인의 여검객)
- 1969 — «Immortal Rivers And Mountains» / 만고강산
- 1969 — «Chunwon Lee Gwang-Su» / 춘원 이광수
- 1969 — «Vice-President» / 부각하(젊은이의 태양)
- 1970 — «한없이 기다려도»
- 1970 — «The Invincible of the Far East» / 극동의 무적자
- 1970 — «Goodbye, Tokyo» / 굿바이 동경(굿바이 東京)
- 1970 — «Sunday Night and Monday Morning» / 일요일 밤과 월요일 아침
- 1970 — «Operation Tokyo Expo '70» / 엑스포(EXPO) 칠십 동경작전
- 1970 — «Escape» / 삼호탈출
- 1970 — «Golden Operation 70 in Hong Kong» / 황금70 홍콩작전
- 1970 — «Wang-geon, the Great» / 태조 왕건(부제:후삼국 난세천하)
- 1970 — «아씨»
- 1971 — «30,000 Leagues in Taipei Looking for Mother» / 타이페이 삼만리
- 1971 — «Brother and sister» / 기러기 남매
- 1971 — «Horror in the underworld» / 암흑가의 공포
- 1971 — «All for love» / 미워도 정때문에
- 1972 — «Cruel history of Myeong Dong» / 명동잔혹사
- 1972 — «Don't ask where I comes from» / 고향을 묻지 마라
- 1972 — «A failure» / 인간낙제생
- 1973 — «Forgive me, mother» / 어머님 용서하세요
- 1973 — «The 10 Court Ladies» / 열궁녀
- 1973 — «Departure» / 출발
- 1974 — «A hidden history of the low birth in Yi Dynasty» / 이조 상노비사
- 1974 — «A young lady» / 숙녀 초년생
- 1976 — «Concentration Of Attention» / 집념
- 1976 — «Hong Kil-Dong» / 홍길동
- 1977 — «A Song Dedicated to Wife» / 아내에게 바치는 노래
- 1978 — «Goddess of Mercy» / 관세음보살
- 1978 — «Woman in the Fog» / 안개속의 여인
- 1978 — «King Sejong the Great» / 세종대왕
- 1979 — «Eternal Inheritance» / 영원한 유산
- 1981 — «Candy Candy » / 캔디 캔디
- 1984 — «Holy Mission» / 소명
- 1990 — «Friend, My Friend» / 친구야 친구야